# Abaque de Régnier
Pour les articles homonymes, voir Abaque.
En management et gestion de groupe, un abaque de Régnier est un outil visuel d'aide à la prise de décision facilitant la négociation collective.
Inventé en 1973 par François Régnier, docteur en médecine, les premières versions étaient en dur, constituées d'une grille et de cubes dont les six faces étaient colorées. Son informatisation permet un traitement plus rapide des informations.

## Principe de l'abaque
À un groupe de personnes, pouvant aller de moins de dix (pour le groupe restreint) à plusieurs centaines (s'il s'agit d'une forme de sondage), on propose une série d'affirmations. 
Chaque personne réagit à chaque affirmation à l'aide d'un code couleur
- Vert foncé s'il est tout à fait d'accord
- Vert clair s'il est d'accord
- Orange, s'il est mitigé
- Rouge clair s'il n'est pas d'accord
- Rouge foncé s'il n'est pas du tout d'accord
- Blanc s'il ne sait pas quoi répondre

La personne peut aussi décider de ne pas répondre, la couleur affectée à sa réponse est alors le noir. 
Les résultats collectés sont présentés dans une grille où se dessine alors la géographie du groupe
|                | membre A | membre B | membre C | membre D | membre E | membre F | membre G |
| Affirmation 1  |          |          |          |          |          |          |          |
| Affirmation 2  |          |          |          |          |          |          |          |
| Affirmation 3  |          |          |          |          |          |          |          |
| Affirmation 4  |          |          |          |          |          |          |          |
| Affirmation 5  |          |          |          |          |          |          |          |
| Affirmation 6  |          |          |          |          |          |          |          |
| Affirmation 7  |          |          |          |          |          |          |          |
| Affirmation 8  |          |          |          |          |          |          |          |
| Affirmation 9  |          |          |          |          |          |          |          |
| Affirmation 10 |          |          |          |          |          |          |          |

Ici l'avis de chacun est représenté de manière synthétique. On peut déjà déceler les zones de refus (rouge) et les zones d'accord (vert). L'opacité (refus de répondre) de la ligne de l'affirmation 7 permet de déceler tout de suite que cette affirmation est polémique.
Pour dégager les consensus, cet abaque doit être trié. Les affirmations sont rangées selon leur niveau d'acceptation. Le tri s'effectue en affectant à chaque couleur un poids (5 pour le vert foncé jusqu'à 1 pour rouge foncé, les couleurs noire et blanche ayant un poids de 0). Les affirmations ayant suscité une grande approbation sont placées en haut du tableau et celles massivement rejetées figurent en bas. .
|                |  |  |  |  |  |  |  |
| Affirmation 10 |  |  |  |  |  |  |  |
| Affirmation 5  |  |  |  |  |  |  |  |
| Affirmation 8  |  |  |  |  |  |  |  |
| Affirmation 4  |  |  |  |  |  |  |  |
| Affirmation 1  |  |  |  |  |  |  |  |
| Affirmation 6  |  |  |  |  |  |  |  |
| Affirmation 9  |  |  |  |  |  |  |  |
| Affirmation 2  |  |  |  |  |  |  |  |
| Affirmation 7  |  |  |  |  |  |  |  |
| Affirmation 3  |  |  |  |  |  |  |  |

On voit ainsi bien apparaitre une diagonale. Les affirmations 10 et 5 recueillent un large consensus favorable, tandis que les affirmations 2, 3 et 7 sont globalement rejetées. Les affirmations intermédiaires doivent donner lieu à un dialogue plus approfondi pour que se dégage un consensus.
L'abaque peut aussi être trié suivant le degré d'acceptation des participants, selon le même principe de classement.
|   | membre A | membre D | membre C | membre E | membre F | membre B | membre G |
| . |          |          |          |          |          |          |          |
| . |          |          |          |          |          |          |          |
| . |          |          |          |          |          |          |          |
| . |          |          |          |          |          |          |          |
| . |          |          |          |          |          |          |          |
| . |          |          |          |          |          |          |          |
| . |          |          |          |          |          |          |          |
| . |          |          |          |          |          |          |          |
| . |          |          |          |          |          |          |          |
| . |          |          |          |          |          |          |          |

Ce tableau assez transparent permet de mettre en évidence l'enthousiasme relatif de chaque membre du groupe. Les membres B et G sont en retrait relatif alors que le membre A a un degré d'approbation important mais a des refus très tranchés.
Un tableau de tri croisé permet de faire la synthèse des deux tableaux précédents
|                | membre A | membre D | membre C | membre E | membre F | membre B | membre G |
| Affirmation 10 |          |          |          |          |          |          |          |
| Affirmation 5  |          |          |          |          |          |          |          |
| Affirmation 8  |          |          |          |          |          |          |          |
| Affirmation 4  |          |          |          |          |          |          |          |
| Affirmation 1  |          |          |          |          |          |          |          |
| Affirmation 6  |          |          |          |          |          |          |          |
| Affirmation 9  |          |          |          |          |          |          |          |
| Affirmation 2  |          |          |          |          |          |          |          |
| Affirmation 7  |          |          |          |          |          |          |          |
| Affirmation 3  |          |          |          |          |          |          |          |

Ce tableau-ci, moins ordonné que les deux tableaux précédents est plus ordonné que le tableau brut sans perte d'information. On y décèle que les membres A, D et C quoique assez enthousiastes ont des avis parfois très différents de ceux du groupe. Le membre E dont le nuancier est presque régulier est un bon représentant du groupe. Ce tableau permet aussi de mettre en évidence les  "signaux faibles", c'est-à-dire les opinions minoritaires qui sont susceptibles, si on les écoute, d'enrichir la réflexion commune (dans cet exemple : A8 et B9).  Un tel tableau refait après discussion peut mettre en évidence l'évolution du groupe.

## Avantages et inconvénients
François Régnier lors de groupes de discussion avec des élèves ingénieurs a remarqué que certaines personnes n'arrivaient pas à exprimer leur opinion dans un groupe, tandis que l'opinion d'autres personnes était sur-représentée. En proposant cet abaque en début de discussion, l'opinion de chacun est alors connue de tous. 
Le fait de passer par le code des couleurs apporte un aspect ludique qui évacue l'angoisse liée à la prise de décision, calme l'agressivité et développe l'esprit créatif. Le fait que chacun se positionne en silence avant toute discussion permet un gain de temps dans les échanges ultérieurs. 
Le code des couleurs permet de rendre concrètes et exploitables les expressions individuelles.
L'apport de l'informatique permet d'effectuer de  nombreux calculs à partir du tableau. Outre les tris évoqués, on peut aussi calculer les pourcentages d'accords ou de refus, le degré d'opacité (pourcentage de votes blancs ou noirs). Sa facilité de mise en place permet de l'utiliser à plusieurs étapes de la négociation pour prendre conscience de l'évolution du groupe. 
Sa qualité de grande transparence sur l'opinion de chacun est parfois considérée comme un désavantage pour certains. Il faut ainsi éviter que l'abaque soit utilisé dans un sens inquisitorial ou despotique.